# Rioblanco (ort)
Rioblanco är en ort i Colombia.   Den ligger i departementet Tolima, i den centrala delen av landet, 210 km sydväst om huvudstaden Bogotá. Rioblanco ligger 1 677 meter över havet och antalet invånare är 6 210.
Terrängen runt Rioblanco är kuperad åt sydost, men åt nordväst är den bergig. Runt Rioblanco är det ganska glesbefolkat, med 24 invånare per kvadratkilometer. Det finns inga andra samhällen i närheten. I omgivningarna runt Rioblanco växer i huvudsak städsegrön lövskog.